# Женская сборная Доминиканской Республики по хоккею на траве
Женская сборная Доминиканской Республики по хоккею на траве (англ. Dominican Republic women's national field hockey team) — женская сборная по хоккею на траве, представляющая Доминиканскую Республику на международной арене. Управляющим органом сборной выступает Федерация хоккея на траве Доминиканской Республики (исп. Federación Dominicana de Hockey, англ. Dominicana Hockey Federation).
Сборная занимает (по состоянию на 6 июля 2015) 51-е место в рейтинге Международной федерации хоккея на траве (FIH).

## Результаты выступлений

### Мировая лига
- 2012/13 — не участвовали
- 2014/15 — 33-е место (выбыли во 2-м раунде)

### Панамериканские игры
- 1987—1999 — не участвовали
- 2003 — 8-е место
- 2007—2011 — не участвовали
- 2015 — 7-е место

### Игры Центральной Америки и Карибского бассейна
- 1986—2002 — не участвовали
- 2006 — 8-е место
- 2010 — 4-е место
- 2014 —